# Окума Сигэнобу

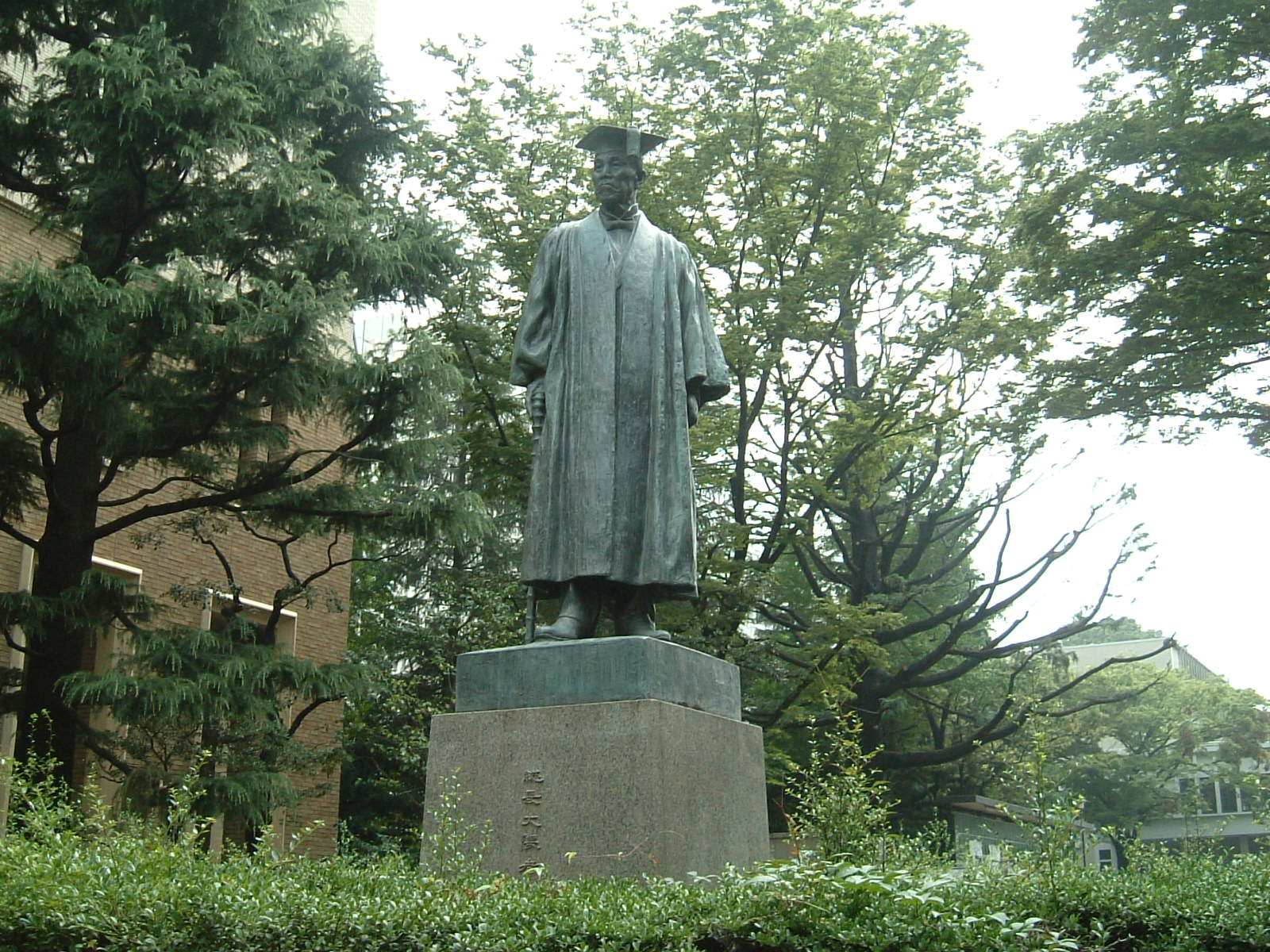
Памятник Окума Сигэнобу у здания университета Васэда

Маркиз Окума Сигэнобу (яп. 大隈 重信 О:кума Сигэнобу, 11 марта 1838, Сага — 10 января 1922, Токио) — японский государственный и политический деятель, дипломат, финансист, педагог периодов Мэйдзи и Тайсё. Премьер-министр Японии. Основатель университета Васэда.
Родился Сигэнобу 11 марта 1838 года в городе Сага, провинция Хидзэн (современная префектура Сага) в семье самурая. Изучал конфуцианство в феодальной школе клана Хидзэн. После реставрации Мэйдзи, в 1867—1868 годах занимал высокие должности в промышленных и финансовых ведомствах нового правительства. Находился в должности министра финансов в 1873—1881 годах, пересмотрел систему выплаты жалованья вассалам феодалов. Имел тесные связи с фирмой Мицубиси, которая в будущем стала одним из крупнейших концернов Японии.
В 1882 году Сигэнобу сформировал одну из первых политических партий Японии — Партию конституционных реформ. В том же 1882 году он основал Специальную токийскую школу, в 1902 году преобразованную в университет Васэда, один из крупнейших и престижнейших частных университетов современной Японии.
В 1888—1889 годах занимает должность Министра иностранных дел в кабинетах Ито Хиробуми и Курода Киётака. 18 октября 1889 года Курусима Цунэки, член националистической группировки «Гэнъёся», бросил бомбу в экипаж Окумы. Окума уцелел, но лишился части правой ноги.

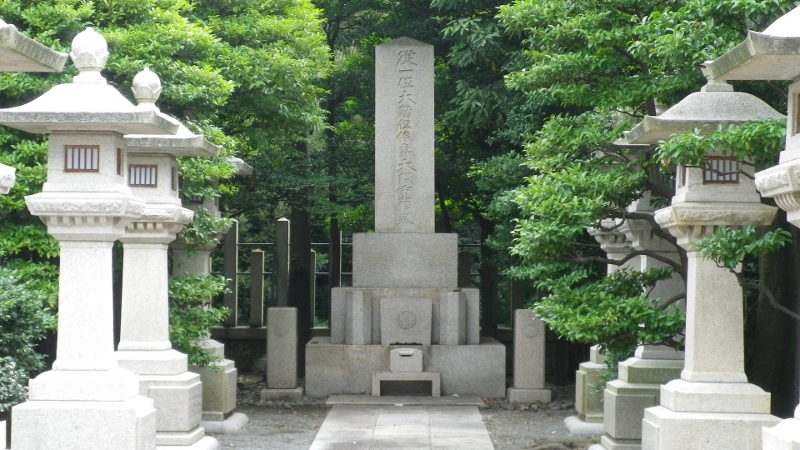
Могила Окумы Сигэнобу

Повторно занимал должность Министра иностранных дел, а также должность министра сельского хозяйства и торговли во втором кабинете Мацуката Масаёси в 1896—1897 годах. Совместно с основателем Либеральной партии — Итагаки Тайсукэ, формирует Конституционную партию (яп. 憲政党 кэнсэйто:), 30 июня 1898 года на её основе формируется первый в истории Японии партийный кабинет, который тем не менее продержался всего четыре месяца. В 1907 году покидает политику на 7 лет, занимается делами университета Васэда.
Сигэнобу возвращается в политику в ходе первого выступления в защиту конституции, занимает должность Премьер-министра и формирует свой второй кабинет в 1914 году. На его Премьерский срок приходится вступление Японии в Первую мировую войну на стороне Антанты и выдвижение 18 января 1915 года ультимативного «Двадцати одного требования» Китаю
В августе 1915 года Сигэнобу провёл реорганизацию своего правительства и помимо должности премьера занял должность министра иностранных дел. В июне 1916 года за заслуги перед державой император наградил его титулом косяку (маркиз). В октябре того же года кабинет Сигэнобу в полном составе ушёл в отставку.
Умер Сигэнобу 10 января 1922 года, в похоронной церемонии в парке Хибия приняли участие десятки тысяч людей. Похоронен на территории монастыря Гококу-дзи, район Бункё, Токио.